# دس واکر
دس واکر (به انگلیسی: Des Walker) زادهٔ ۲۶ نوامبر ۱۹۶۵ بازیکن فوتبال اهل انگلستان بود که سابقهٔ بازی در تیم ملی فوتبال انگلستان را در کارنامهٔ خود دارد. وی در تاریخ ۱۴ سپتامبر ۱۹۸۸ نخستین بازی ملی خود را در مقابل تیم ملی فوتبال دانمارک انجام داد و با حضور در ۵۹ بازی ملی، در تاریخ ۱۷ نوامبر ۱۹۹۳ واپسین بازی ملی‌اش را در برابر تیم ملی فوتبال سن مارینو برگزار کرد.